# Kathedraal van de Ontslapenis van de Moeder Gods (Rjazan)
De Kathedraal van de Ontslapenis van de Moeder Gods (Russisch: Успенский собор; Oespenskij sobor) is een Russisch-orthodoxe kathedraal in het kremlin van de Russische stad Rjazan.

## Geschiedenis
De bouw van de kathedraal, die als zomerkerk werd gebouwd, begon in 1684 maar het bouwwerk stortte op 18 april 1692 als gevolg van onjuiste berekeningen of een slappe ondergrond volledig in. Op dezelfde plaats werd vrijwel onmiddellijk een volgende kathedraal gebouwd in de jaren 1693-1702 door de architect Jakov Boechvostov, een architect die zijn naam reeds had gevestigd door de bouw van kerken in Moskou en Rjazan. Toen de kathedraal voltooid werd was het een van de grootste Russische kerken in die tijd.
Rond 1800 was de kathedraal zodanig in verval geraakt, dat werd overwogen tot afbraak en de bouw van een nieuwe kathedraal. In de winters joeg de sneeuw door gaten en scheuren naar binnen en in het voorjaar broedden kraaien en mussen in de iconostase. Enkele kooplieden uit Rjazan verzochten een architect uit Moskou om een plan op te stellen voor de restauratie. In 1804 werd de kathedraal met behulp van donaties van particulieren vervolgens hersteld.

## Sovjet-periode
Na de Oktoberrevolutie werd de kathedraal voor de eredienst gesloten. De beschilderingen op de muren en pilaren werden overgekalkt. In 1922 werd alle kerkelijke goederen en iconen in beslag genomen. In de kathedraal werd daarna een planetarium ondergebracht, later een museum.

## Heropening
In 1992 werd er voor het eerst weer een dienst gevierd in de kathedraal. De kathedraal werd echter gedeeld met het museum. Op de 900e verjaardag van Rjazan in 1995 werd de restauratie van de oude iconostase voltooid. Volledige overname van de kathedraal door het bisdom vond plaats in 2008.

## Architectuur
Van alle kerken in het kremlin trekt de Ontslapeniskathedraal de meeste aandacht naar zich toe. Het grote gebouw met de vijf koepels verheft zich hoog naast de oudere Kathedraal van de Geboorte van Christus. De muren zijn doorsneden met drie horizontale en verticale rijen vensters die worden omgeven door, typerend voor de Narysjkin Barok, decoraties van fijngesneden witte steen alsof het kantwerk betreft. Het pronkstuk van de kerk is de enorme en zeer rijk bewerkte 17e-eeuwse iconostase van zeven niveaus en een hoogte van maar liefst 27 meter.
De vrijstaande klokkentoren van de kathedraal werd gebouwd in de jaren 1789-1840. Drie verschillende architecten werkten over een lange periode aan de toren, die in de stijl van het classicisme werd opgetrokken. De toren is 86 meter hoog (de hoogte van de vergulde spits is 25 meter) en heeft vier verdiepingen.